# Ivan Bilić
Ivan Bilić (Split, 19. listopada 1976.) hrvatski je ekonomist i financijski savjetnik, predsjednik HNK Hajduka Split.
Rodio se u Splitu 19. listopada 1976. godine. Visok je 207 cm. Završio je studij ekonomije na Državnom sveučilištu Georgia u SAD-u. Bio je strastveni navijač Hajduka i hrvatske reprezentacije, a dva puta je kao navijač završio i u pritvoru u Sloveniji i na Malti, dok se nije okrenuo katoličkoj vjeri.
Prošao je kroz različite pozicije u financijskom sektoru, radeći za poznate tvrtke najviše kao financijski direktor prije nego što je pokrenuo vlastiti posao u istom području za financijsko savjetovanje i pružanje konzultantskih usluga „Eonea savjetovanje”. Radio je u zagrebačkoj podružnici „Ernst & Younga”, u „Addiko” banci, u „Rimac Automobilima”, u tvrtki „Mazars Cinotti”, „Jumpin” i „Presoflexu”.
Predsjednik je Uprave HNK Hajduka Split od kraja travnja 2024. godine nakon Lukše Jakobušića.